# Corpus Christi (Canindeyú)
Corpus Christi é uma distrito do Paraguai, localizado no departamento de Canindeyú.

## Transporte
O município de Corpus Christi é servido pela seguinte rodovia:
- Ruta 10, que liga a cidade de Villa del Rosario (Departamento de San Pedro). ao município de Salto del Guairá (Departamento de Canindeyú).[1][2][3]